# كريس ستيل
كريس ستيل (بالإنجليزية: Chris Steel)‏ هو مستشار سياسي ونقابي وسياسي أسترالي، ولد في 15 مايو 1986 في نيوكاسل في أستراليا. نشط في حزب العمال الأسترالي. وقد انتخب عضو الجمعية التشريعية الأسترالية لمقاطعة العاصمة الأسترالية ‏ عن دائرة Murrumbidgee electorate ‏ (15 أكتوبر 2016 – ).